# شارون جيبسون
شارون جيبسون (بالإنجليزية: Sharon Gibson) هي منافسة ألعاب القوى بريطانية، ولدت في 31 ديسمبر 1961.

## وصلات خارجية
- شارون جيبسون على موقع الاتحاد الدولي لألعاب القوى (الإنجليزية)
- شارون جيبسون على موقع أوليمبيديا (الإنجليزية)
- شارون جيبسون على موقع اللجنة الأولمبية البريطانية (الإنجليزية)